# Касымов, Калмуханбет Нурмуханбетович
Калмуханбет Нурмуханбетович Касымов (каз. Қалмұханбет Нұрмұханбетұлы Қасымов, род. 18 мая 1957) — начальник Службы государственной охраны Республики Казахстан.

## Биография
Родился в 1957 году в селе Дмитриевка Илийского района Алматинской области. Происходит из рода шапырашты Старшего жуза. Образование высшее, в 1979 году окончил юридический факультет Казахского государственного университета им. С. Кирова, по специальности «юрист». Генерал-полковник полиции.
С 1979 года — следователь, старший следователь, начальник следственного отделения, заместитель начальника ОВД Илийского района УВД Алма-Атинской области.
С 1988 года — заместитель начальника отдела охраны общественного порядка УВД Алма-Атинской области.
С 1989 года — начальник ОВД города Капчагая УВД Алма-Атинской области.
С 1992 года — начальник Управления криминальной милиции, первый заместитель начальника УВД Алма-Атинской области.
С марта по июль 1997 года — начальник Департамента криминальной полиции МВД РК.
С 1997 года — начальник Главного управления внутренних дел города Алма-Аты.
С 2003 года — начальник Главного управления внутренних дел, Департамента внутренних дел Алма-Атинской области.
С 2005 года — первый вице-министр, вице-министр внутренних дел Республики Казахстан.
С 2009 года — начальник Департамента внутренних дел Восточно-Казахстанской области.
С апреля 2011 года — министр внутренних дел Республики Казахстан.
14 декабря 2011 года — присвоено звание генерал-лейтенанта полиции.
6 мая 2015 года — присвоено звание генерал-полковника полиции.
12 февраля 2019 года — назначен помощником президента — секретарём Совета безопасности Республики Казахстан.
16 января 2020 года — 30 июля 2021 года назначен начальником Службы государственной охраны Республики Казахстан.

## Семья
Женат, воспитывает троих детей, имеет семерых внуков.

## Кампания с требованием отставки
После убийства фигуриста Дениса Тена, произошедшего в июле 2018 года,  активистами в социальной сети Facebook была развернута кампания с требованием реформировать МВД РК «За реформу МВД». Для продвижения кампании была создана группа в Facebook, к деятельности которой были привлечены профессиональные PR-специалисты и блогеры, усилиями которых группа была пополнена подписчиками, а также создан сайт. Среди администраторов группы значатся PR-специалисты и блогеры, а также руководитель общественного фонда «Молодежная информационная служба Казахстана» Ирина Медникова, организация которой финансируется фондом Сорос-Казахстан. Публикуемые в группе посты содержат призывы и требования отправить в отставку министра МВД Калмуханбета Касымова, реформировать систему МВД по примеру Грузии и Украины, пригласить консультантом в Казахстан Михаила Саакашвили, сократить численность правоохранительных органов и снести заборы у зданий правоохранительных органов.
В августе 2018 года активистами кампании (среди которых представители организаций финансируемых фондом Сорос-Казахстан), была предложена концепция реформы МВД, требование которой уволить всех действующих полицейских в стране, включая министра; лишение министра полномочий оперативного управления полицией, новым министром должно стать гражданское лицо.
Общественный совет Акимата города Алма-Аты поддержал требования группы «За реформу МВД» и намерен инициировать в парламенте республики законопроект о реформе МВД.

## Награды
- Орден «Данк» 1 степени (2014)[23]
- Орден «Данк» 2-й степени
- Медаль «Астана»
- Медаль «За вклад в обеспечение национальной безопасности»
- Медаль «За отличие в обеспечении правопорядка»
- Медаль «10 лет Конституции Республики Казахстан»
- Медаль «Ветеран органов внутренних дел Республики Казахстан»
- Медаль «10 лет Парламенту Республики Казахстан»
- Медаль «10 лет ШОС»
- Юбилейная медаль «20 лет Астане» (2018)[24]
- нагрудным знаком «Заслуженный работник МВД РК»
- Медаль «За содействие ВВ МВД» (Россия)
- Медаль «За боевое содружество» (Россия)
- Почётные грамоты Управления внутренних дел (1981, 1982), Министерства внутренних дел Республики Казахстан «За добросовестное отношение к исполнению служебных обязанностей» (1997, 1998)
- Грамота Содружества Независимых Государств (17 июля 2017 года) — за активную работу по укреплению и развитию Содружества Независимых Государств[25]